# J.A. Bech
Johan Anton Bech (født 1797, død 16. juni 1825) var en dansk kunstmaler. Han blev kun 28 år.
I årene 1812-1823 blev han uddannet fra Kunstakademiet i København hvor han blev oplært af blandt andre C.W. Eckersberg.
Der er få værker fremstillet af denne maler, og meget vides der ikke om ham.
Kunstindeks Danmark lister blot to malerier af Bech på de danske kunstmuseer, portrætmaleriet Etatsrådinde Marie Kofoed på Bornholms Kunstmuseum og Barneportræt på Statens Museum for Kunst, begge stammende fra 1822.
Der findes dog også malerier på Teatermuseet og Frederiksborgmuseum.
Hans ovale oliemaleri af skræddermester Johan Jacob Schlegel blev i 2012 solgt fra Bruun Rasmussens auktion for 2000 kroner.

## Malerier
- Niels Hansen Bech, malerens far (1815)
- Prins Christian Frederik, den senere kong Christian 8. (1818; i Fredericia Rådhus' samling)
- Skræddermester Johan Jacob Schlegel (1755-1840); (1822)
- Etatsrådinde Marie Kofoed (1822; Bornholms Kunstmuseums samling) [6][7]
- Barneportræt, søn af A.W. Moltke (1822; Statens Museum for Kunsts samling)[8][9][a]
- Christiane Frederikke Moltke, grevinde (1822; Frederiksborgmuseums samling)
- Wilhelmine Rosine Funck, operazangerinde. (1823; Teatermuseums samling)[10]

- Etatsrådinde Marie Kofoed (1822)
Olie på lærred. 58,5 X 48 cm.
Bornholms Kunstmuseum[7]
- Barneportræt (1822)
Olie på lærred. 104 x 81 cm.
collectie Statens Museum for Kunst[8]
- Portræt af skræddermester Johan Jacob Schlegel, (1822)
- Wilhelmine Rosine Funck (1823)
Teatermuseum

## Fodnoter